# Anne O’Brien, 2. Countess of Orkney
Anne O’Brien, 2. Countess of Orkney (geb. Lady Anne Hamilton, † 7. Dezember 1756), war eine schottisch-britische Adlige.

## Leben
Sie war die älteste Tochter des britischen Feldmarschalls George Hamilton, 1. Earl of Orkney, aus der Familie Douglas-Hamilton. Ihre Mutter war dessen Gattin Elizabeth Villiers († 1733), die vor der Eheschließung 1695 Geliebte des Königs Wilhelm III. gewesen war.
Am 29. März 1720 heiratete sie ihren Cousin mütterlicherseits, den irischen Adligen William O’Brien, 4. Earl of Inchiquin. Mit ihm hatte sie eine Tochter und vier Söhne:
- Mary O’Brien, 3. Countess of Orkney (um 1721–1791) ⚭ Murrough O’Brien, 1. Marquess of Thomond, 5. Earl of Inchiquin (1726–1808)
- William O’Brien, Lord O’Brien (1725–1727)
- George O’Brien, Lord O’Brien (1727–1728)
- Augustus O’Brien, Lord O’Brien († vor 1741)
- Murrough O’Brien, Viscount Kirkwall (1731–1741)

Da ihr Vater keine Söhne hinterließ, erbte sie bei dessen Tod 1737 aus eigenem Recht dessen schottische Adelstitel als 2. Countess of Orkney, 2. Viscountess of Kirkwall und 2. Lady Dechmont.
Da alle ihre Söhne jung und vor ihr starben, fielen ihre Adelstitel bei ihrem Tod an ihre Tochter Mary. Die Titel ihres Gatten William O’Brien waren nur in männlicher Linie vererbbar und fielen an dessen Neffen Murrough O’Brien als 5. Earl of Inchiquin. Dieser war zugleich ihr Schwiegersohn, da er 1753 ihre Tochter Mary geheiratet hatte.